# آرلین فینیکس
آرلین فینیکس (انگلیسی: Arlyn Phoenix؛ زادهٔ ۳۱ دسامبر ۱۹۴۴) با نام خانوادگی پدری دانتس (انگلیسی: Dunetz) که عموماً با نام هارت فینیکس (انگلیسی: Heart Phoenix) شناخته می‌شود، کنشگر اجتماعی آمریکایی و مادر هنرپیشگان ریور، رین، واکین، لیبرتی و سامر فینیکس است.

## زندگی
فینیکس در ۳۱ دسامبر ۱۹۴۴ در برانکس، نیویورک زاده شد و مادرش مارگارت (با نام خانوادگی پدری لفکوویتس؛ ۱۹۱۶–۱۹۹۸) و پدرش مایر دانتس (۱۹۱۰–۱۹۹۶) نام داشت. آرلین در کنار دو خواهرش بزرگ شد. خانواده مادری او از مجارستان و خانواده پدری‌اش از روسیه بودند. با اینکه خانواده آرلین یهودی بودند و به فرهنگ یهودی پایبند بوده و اعیادشان را جشن می‌گرفتند، به کنیسه نمی‌رفتند.
فینیکس در سال ۱۹۶۸ نیویورک را ترک نمود و به کالیفرنیا رفت؛ جایی که همسر آینده‌اش جان لی باتوم (۱۹۴۷–۲۰۱۵) را ملاقات کرد.